# Кампо Алегри ди Лурдис
Кампо Алегри ди Лурдис (на португалски: Campo Alegre de Lourdes) е град и община в Източна Бразилия, щат Баия, мезорегион Вали Сао-Франсискану да Баия, микрорегион Жуазейро. Според Бразилския институт по география и статистика през 2010 г. общината има 28 091 жители.